# Уджимчин – Західний стяг
44°35′05″ пн. ш. 117°36′26″ сх. д. / 44.58461° пн. ш. 117.60721° сх. д.
Уджимчин – Західний стяг (кит. 西乌珠穆沁旗, пін. Xī Wūzhūmùqìn Qí) — один із повітів КНР у складі префектури Шилін-Гол, Внутрішня Монголія. Адміністративний центр — містечко Балгар-Гол.

## Географія
Уджимчин – Західний стяг лежить на сході Монгольського плато.

### Клімат
Хошун знаходиться у зоні, котра характеризується кліматом помірних степів. Найтепліший місяць — липень із середньою температурою 20,8 °C. Найхолодніший місяць — січень, із середньою температурою -18,5 °С.
| Клімат хошуну Уджимчин – Західний стяг             | Клімат хошуну Уджимчин – Західний стяг | Клімат хошуну Уджимчин – Західний стяг | Клімат хошуну Уджимчин – Західний стяг | Клімат хошуну Уджимчин – Західний стяг | Клімат хошуну Уджимчин – Західний стяг | Клімат хошуну Уджимчин – Західний стяг | Клімат хошуну Уджимчин – Західний стяг | Клімат хошуну Уджимчин – Західний стяг | Клімат хошуну Уджимчин – Західний стяг | Клімат хошуну Уджимчин – Західний стяг | Клімат хошуну Уджимчин – Західний стяг | Клімат хошуну Уджимчин – Західний стяг | Клімат хошуну Уджимчин – Західний стяг |
| Показник                                           | Січ.                                   | Лют.                                   | Бер.                                   | Квіт.                                  | Трав.                                  | Черв.                                  | Лип.                                   | Серп.                                  | Вер.                                   | Жовт.                                  | Лист.                                  | Груд.                                  | Рік                                    |
| Середній максимум, °C                              | −12,3                                  | −7,3                                   | 1,4                                    | 12                                     | 19,4                                   | 24,4                                   | 27                                     | 25,6                                   | 20                                     | 10,6                                   | −1,1                                   | −10,2                                  | 9,1                                    |
| Середня температура, °C                            | −18,5                                  | −14,5                                  | −5,6                                   | 4,7                                    | 12,4                                   | 17,8                                   | 20,8                                   | 18,8                                   | 12,3                                   | 3,1                                    | −7,6                                   | −15,9                                  | 2,3                                    |
| Середній мінімум, °C                               | −23,9                                  | −20,5                                  | −12                                    | −2,6                                   | 4,7                                    | 10,7                                   | 14,6                                   | 12,3                                   | 5,3                                    | −3,2                                   | −13,1                                  | −21                                    | −4,1                                   |
| Норма опадів, мм                                   | 2.2                                    | 3.4                                    | 5.6                                    | 10.9                                   | 34.4                                   | 63.7                                   | 94.1                                   | 57.2                                   | 32                                     | 16                                     | 8.6                                    | 4.2                                    | 332.3                                  |
| Вологість повітря, %                               | 66                                     | 65                                     | 56                                     | 42                                     | 43                                     | 56                                     | 64                                     | 64                                     | 57                                     | 55                                     | 62                                     | 68                                     | 58                                     |
| -------------------------------------------------- | -------------------------------------- | -------------------------------------- | -------------------------------------- | -------------------------------------- | -------------------------------------- | -------------------------------------- | -------------------------------------- | -------------------------------------- | -------------------------------------- | -------------------------------------- | -------------------------------------- | -------------------------------------- | -------------------------------------- |
| Джерело: Дані метеостанції №54012 (КНР, 1991-2020) |                                        |                                        |                                        |                                        |                                        |                                        |                                        |                                        |                                        |                                        |                                        |                                        |                                        |